# 111 Murray Street
111 Murray Street, früher 101 Tribeca oder 101 Murray Street, ist ein Wolkenkratzer in Manhattan in New York City. Erste Pläne wurden bereits 2013 der Öffentlichkeit vorgestellt. Im Herbst 2015 begann der offizielle Bau des Wohnhochhauses, die Fertigstellung war im Oktober 2018.

## Beschreibung
Der Wohnturm 111 Murray Street befindet sich in Lower Manhattan im Stadtteil Tribeca an der Kreuzung Murray Street/West Street in unmittelbarer Nachbarschaft zum neuen World Trade Center. Die West Street ist ein Abschnitt des West Side Highways. Jenseits der West Street liegt der Stadtteil Battery Park City.
Der Turm ist 240,2 Meter (788 Fuß) hoch und besitzt 60 Etagen. Er hat eine markant geschwungenen schlanke Silhouette und eine leichte Ausweitung der Glasfassade nach außen, die im 40. Stockwerk des Gebäudes beginnt und zu einer skulpturalen Krone ansteigt. Der Wolkenkratzer beherbergt 157 luxuriöse Eigentumswohnungen, wobei die obersten zwei Stockwerke von Penthouse-Wohnungen eingenommen werden. Ein öffentlich gestalteter Platz mit Rasen, Springbrunnen und Skulpturen umgibt das Gebäude. Das Projekt wurde von den Fisher Brothers und der The Witkoff Group entwickelt und vom Architekturbüro Kohn Pedersen Fox entworfen. Die Bauarbeiten begannen 2015 und wurden im Oktober 2018 beendet. 111 Murray Street ist nach dem 282,2 m hohen 30 Park Place und dem 250,2 m hohen 56 Leonard Street (Jenga Tower) der dritthöchste Wolkenkratzer von Tribeca. 
Der Wohnturm bietet seinen Bewohnern auf 1800 m² eine Reihe von Annehmlichkeiten, darunter ein türkisches Hamam, ein 23-Meter-Sportschwimmbecken, einen Drybar-Salon nur für Bewohner, einen Concierge-Service für Privatflugzeuge und mehr. Einer der bekanntesten Bewohner war bisher Michael Cohen.

## Ansichten

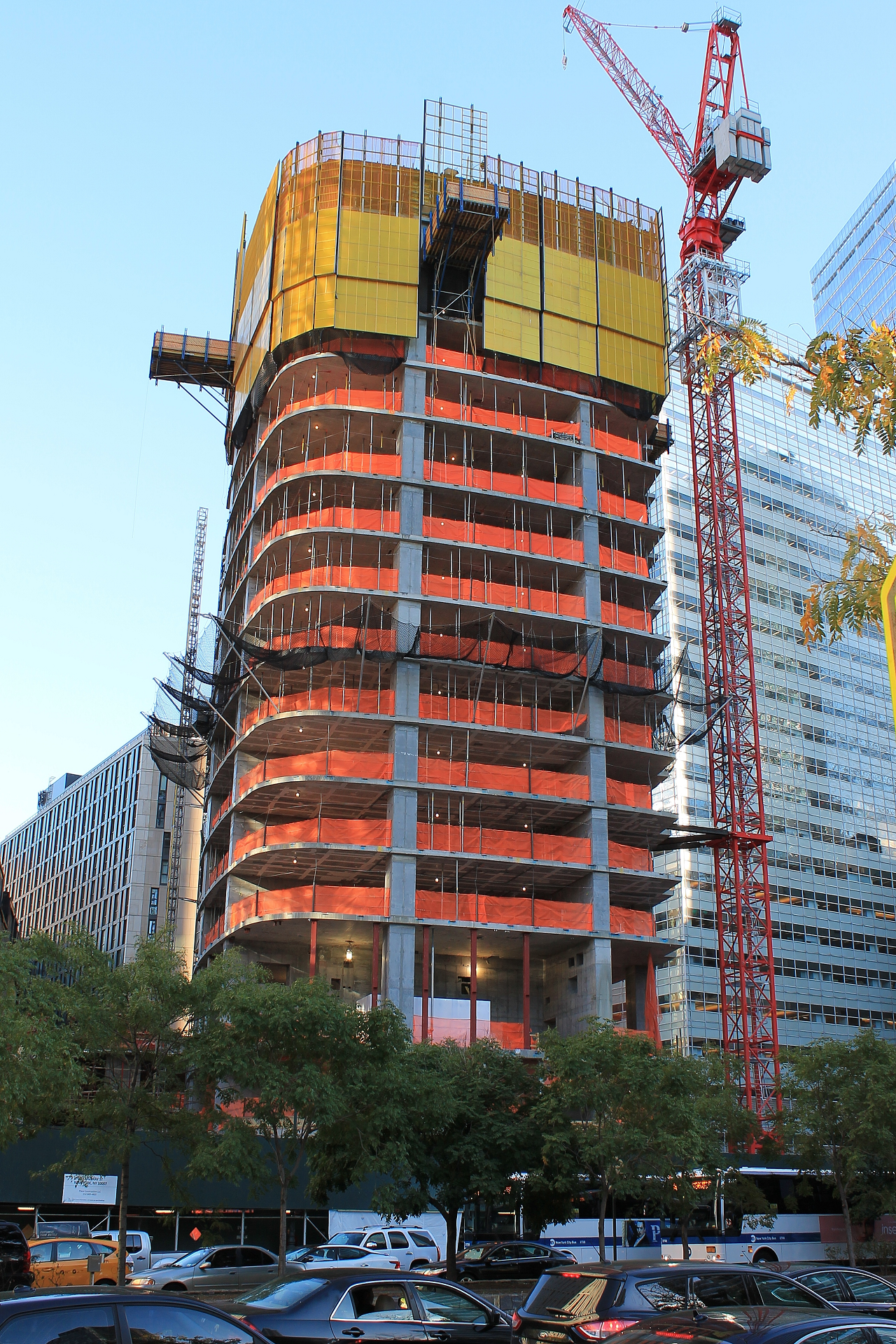
Bauphase im Oktober 2016
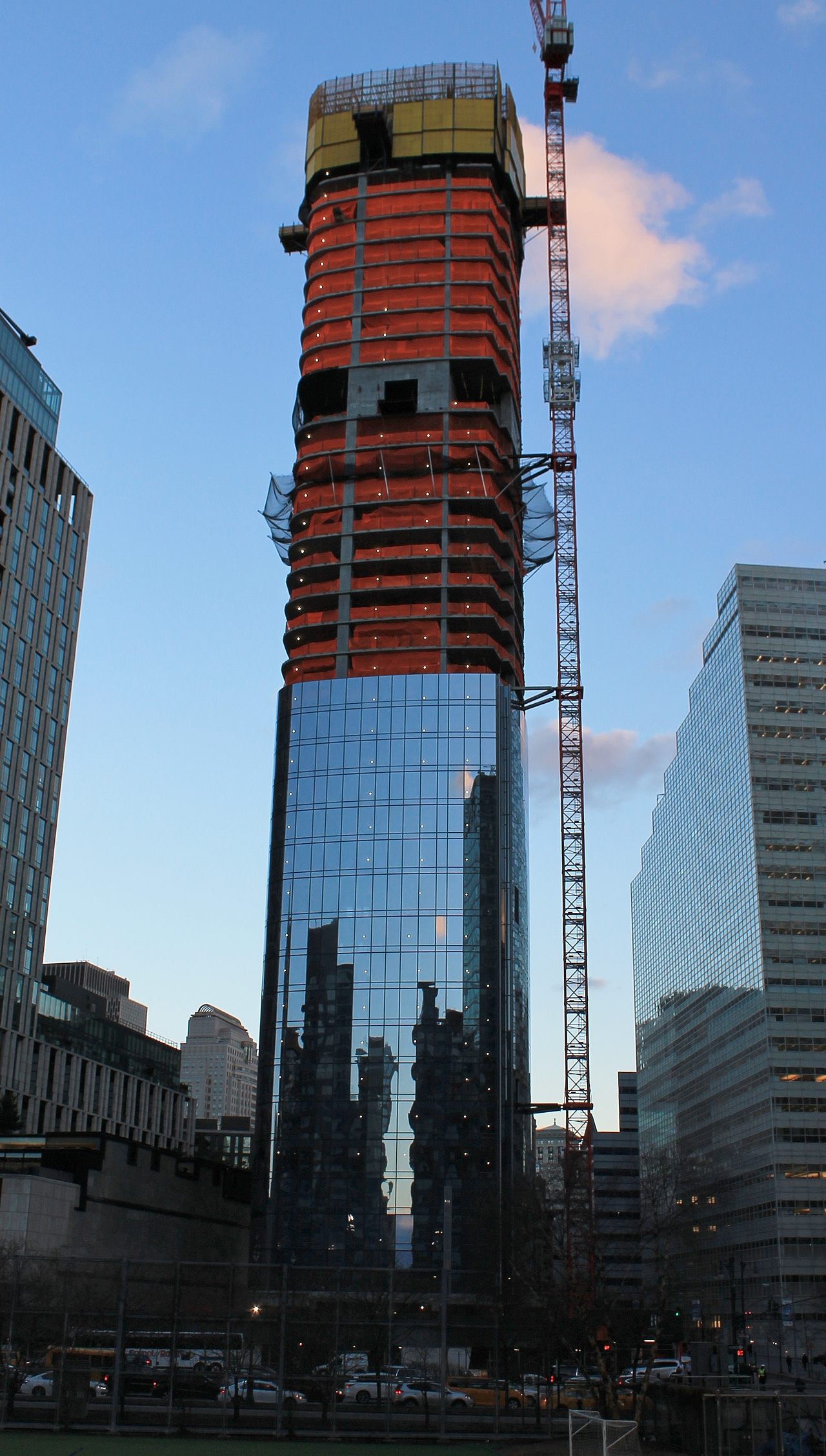
Baufortschritt im Januar 2017
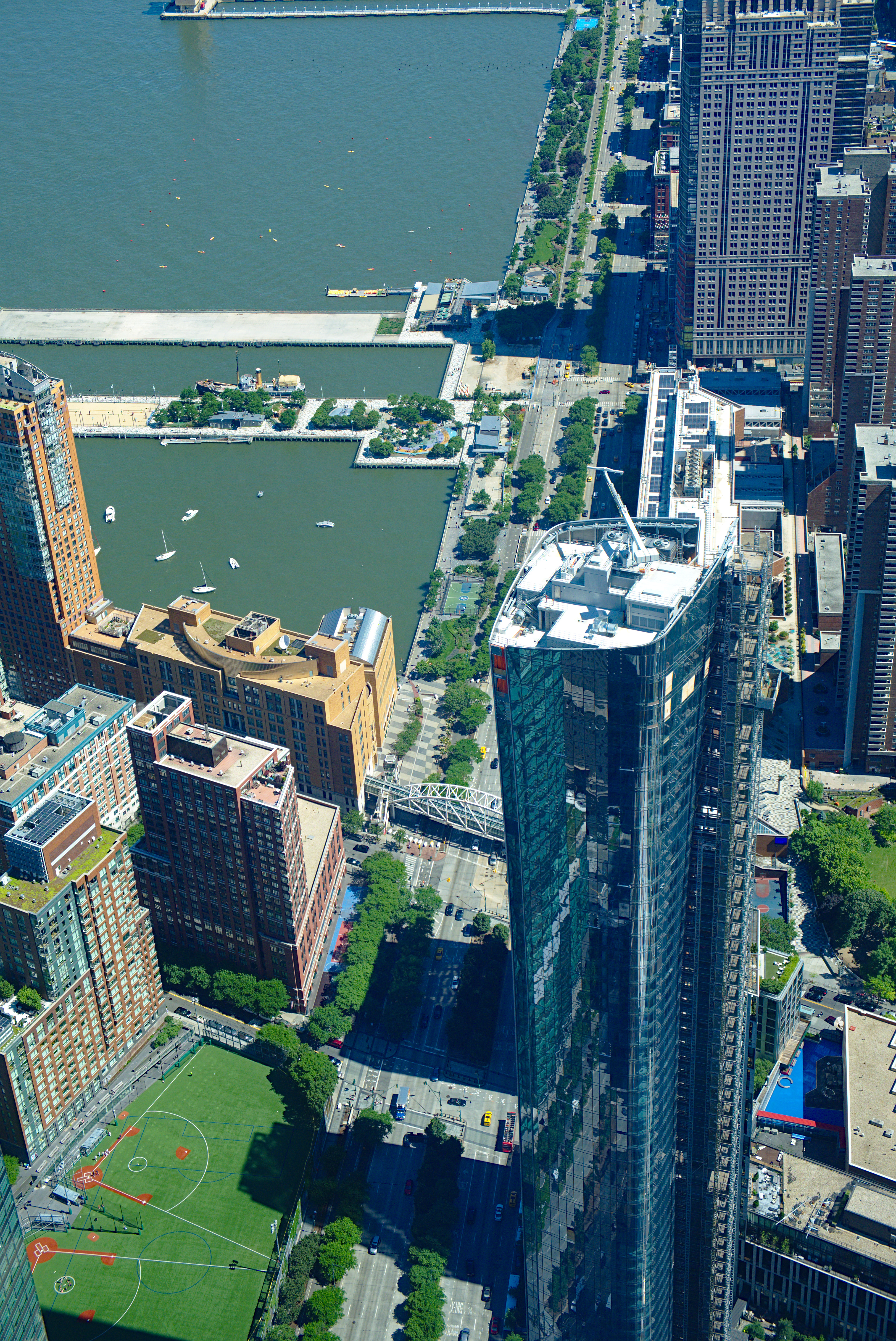
Blick vom One World Trade Center am 16. Juni 2018
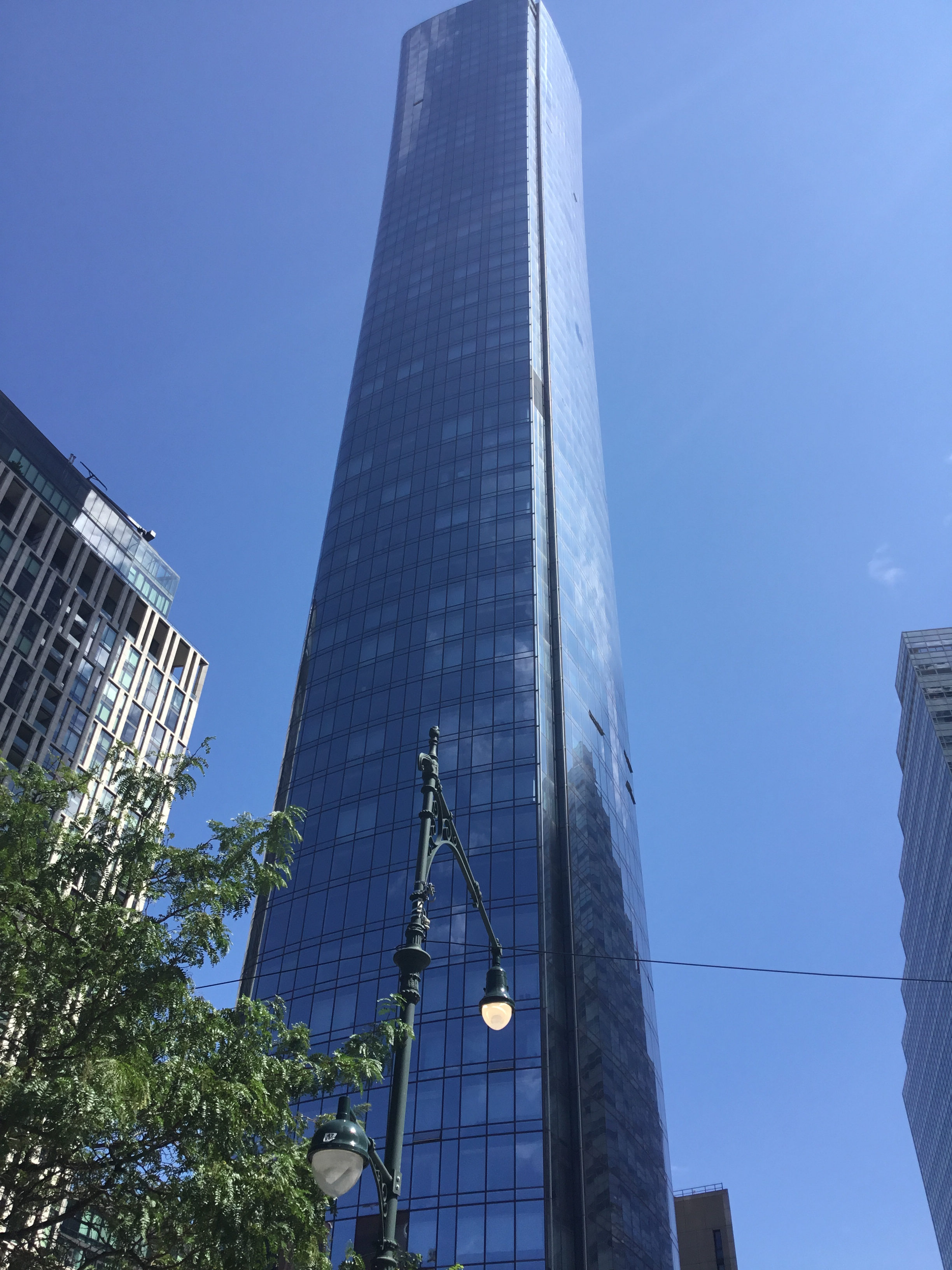
Ansicht vom 4. September 2021
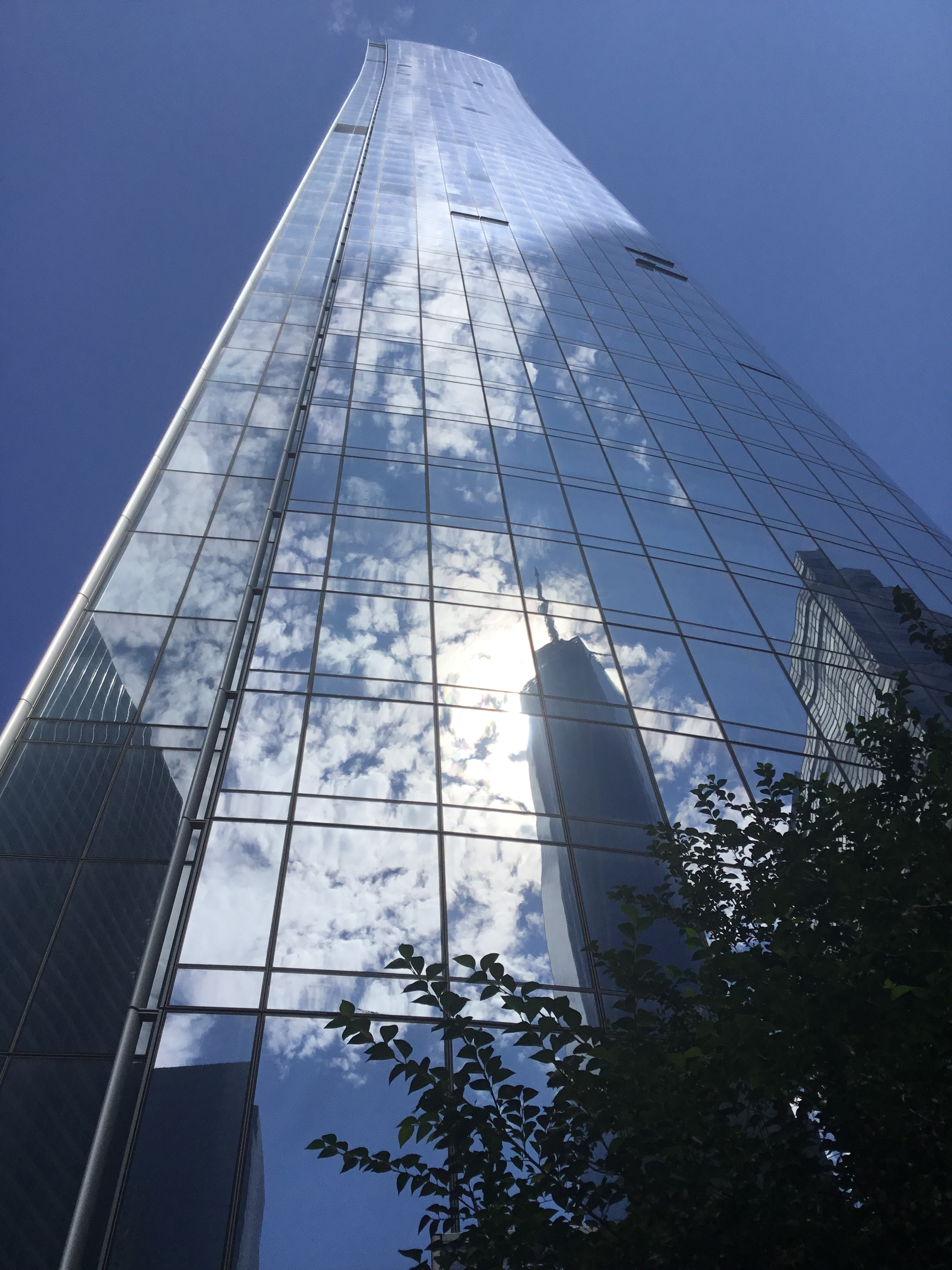
Vertikale Ansicht der Glasfassade